# Louis Secco
Louis John Secco, född 18 januari 1927 i Trail i British Columbia, död 27 oktober 2008, var en kanadensisk ishockeyspelare.
Secco blev olympisk guldmedaljör i ishockey vid vinterspelen 1952 i Oslo.